# Van Winkle Family Reserve

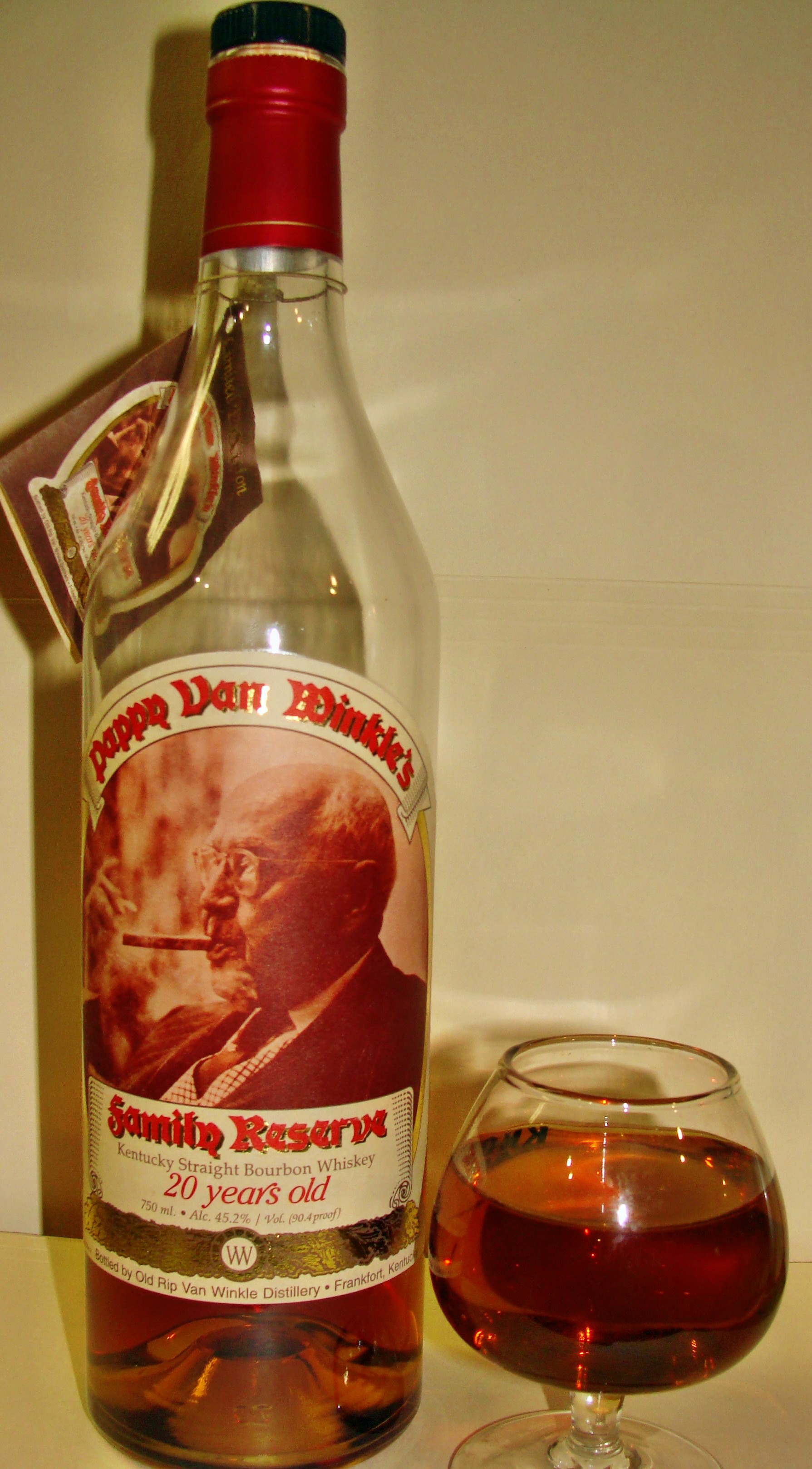
Pappy Van Winkle Family Reserve

Van Winkle Family Reserve, auch bekannt als Pappy Van Winkle Family Reserve, oft abgekürzt mit Pappy Van Winkle, ist eine Whiskeymarke für Bourbon Whiskey. Im Gegensatz zu den meisten anderen Bourbons besteht die Maische der Van Winkle Family Reserve aus Mais und Weizen statt aus Mais und Roggen. Gelagert wird er länger als fast alle anderen Bourbons. Vertrieben wird er von der Old Rip Van Winkle Distillery. Gebrannt wurden ältere Varianten bei Stitzel Weller und neuere Varianten bei Buffalo Trace, beide in Kentucky.
Die Marke wurde von Julian van Winkle Jr. begründet. Dieser kaufte ab 1972 zusammen mit seinem Sohn und heutigen Geschäftsführer Julian Van Winkle III die noch lagernden Vorräte, die die lange von Julian „Pappy“ Van Winkle geführte Stitzel-Weller-Destillerie gefertigt hatte und verkaufte sie unter dem Namen Van Winkle. Nachdem Pappy Van Winkle über Jahre ein Premiumwhiskey unter mehreren waren, entwickelte sich seit etwa 2010 ein Hype, der Pappy Van Winkle zum teuersten und gesuchtesten Bourbon machte.

## Geschichte
Pappy Van Winkle galt zu Lebzeiten als einer der wichtigsten Männer der Whiskeyindustrie in Kentucky. Unter anderem war er lange bis zu seinem Tod 1965 Leiter der Stitzel-Weller Distillery in Kentucky. Diese produzierte zu seinen Lebzeiten Marken wie Old Fitzgerald, W.L. Weller, Cabin Still und Rebel Yell. Eine kleine zu Stitzel-Wellers Zeiten eher unbedeutende Marke war Old Rip Van Winkle, benannt nach der gleichnamigen Kurzgeschichte von Washington Irving. Van Winkles Markenzeichen war die Maische, die er mit Weizen statt wie üblich mit Roggen ergänzte, was dem Whiskey ein deutlich anderes Geschmacksprofil verleiht.
Stitzel-Weller gehörte der Van-Winkle-Familie, ein Teil der Erben zwang 1972 den anderen Teil der Familie mit Julian Van Winkle Jr. zum Verkauf. Bis auf den Markennamen Old Rip Van Winkle und die Adressliste der Stitzel-Weller-Kunden landete alles in den Händen anderer Hersteller, wobei die Marken Old Fitzgerald, Cabin Still und Rebel Yell mittlerweile zu Heaven Hill gehören. 1992 stoppte die Brennerei ganz die Produktion. Nachdem Stitzel-Weller verkauft worden war, begann Pappys Sohn Julian Van Winkle Jr. noch dort lagernde Whiskeyvorräte aufzukaufen und unter dem Familiennamen an ehemalige Kunden zu verkaufen. Nachdem Julian Jr. 1981 gestorben war, übernahm Julian Van Winkle III das Geschäft.
Die Van Winkles hatten das Geschäft die ersten Jahre noch in den Räumen von Stitzel-Weller geführt. Nachdem dort ein Weiterarbeiten nicht mehr möglich war, kaufte Van Winkle III die ehemaligen Gebäude der Hoffmann Distillery Fabrikhallen bei Lawrenceburg, Kentucky, in denen er den alten Whiskey abfüllte. Das Geschäft hatte zu dieser Zeit neben Van Winkle III einen einzigen Angestellten, der die Buchhaltung machte. Inmitten der Whiskey-Krise der 1980er trug sich das Geschäft kaum selbst. Bourbon hatte einen schlechten Ruf und galt als Getränk alter Männer in den Südstaaten, der Name Van Winkle war unbekannt. Das Hauptprodukt der Familie waren Flaschen und Karaffen in ungewöhnlichen Formen (als Footballspieler, in Pferdeform etc.), die gerne als Geschenk für Runde Geburtstage oder Dienstjubiläen gekauft wurden. Der Whiskey selbst in der Flasche hatte im Markt nur sekundäre Bedeutung.
Ursprünglich verkaufte Van Winkle III einen zehnjährigen und einen 15-jährigen Bourbon sowie einen 13-jährigen Rye Whiskey unter dem Old Rip Van Winkle-Namen. Nachdem er auch mit dem Blenden von 20- und 23-jährigen Whiskeys begonnen hatte, gab er diesen den Namen seines Großvaters und brachte sie erstmals als Pappy Van Winkle's Family Reserve auf den Markt. Erstmals war nun auch keine Illustration der Kurzgeschichte auf der Flasche zu sehen, sondern ein Foto von Pappy Van Winkle.
Der Durchbruch für Van Winkle kam 1996 als ein Van-Winkle-Whiskey dem renommierten Beverage Testing Institute vorgestellt wurde. Es erhielt in deren Bewertung noch nie dagewesene 99 von 100 Punkten und die Nachfrage nach Van-Winkle-Whiskey stieg dramatisch. Seit den 1980ern bis 2002 arbeitete Van Winkle als typischer Whiskey-Blender, der Fässer verschiedener Destillerien kaufte, diese nach einem angestrebten Geschmacksprofil mischte und unter eigenem Namen abfüllte.
Van Winkle kaufte seinen Whiskey bis 1992 vor allem bei Stitzel-Weller. Nachdem die Destillerie geschlossen hatte und der Stitzel-Weller-Eigentümer United Distillers Produktion und Mitarbeiter in die New Bernheim Distillery (heute im Eigentum von Heaven Hill) verlegt hatte, kaufte er vor allem dort. Seit 2002 wird der Whiskey in Sazeracs Buffalo Trace Distillery gebrannt. Bis etwa 2008/2009 war es allerdings noch möglich, den Whiskey problemlos in Läden mit größerer Auswahl an Whiskey zu kaufen. Erst durch eine Renaissance des Bourbons seit etwa 2010, die vor allem kleinen Marken und Premiumswhiskeys zugutekam, begann die Nachfrage an Van Winkle die Produktion weit zu übersteigen. Dazu trug unter anderem bei, dass in den USA berühmte Köche wie David Chang, Anthony Bourdain und Sean Brock Van Winkle oft und prominent als besten Whiskey der Welt bezeichnen. Mehrere Zeitschriften begannen Pappy Van Winkle regelmäßig in ihre Geschenkvorschlagslisten für Weihnachten aufzunehmen.
International in die Presse geriet der Whiskey als im Jahr 2013 200 Flaschen des 20 Jahre alten Whiskeys aus einem Lagerhaus gestohlen wurden. Julian Van Winkle schätzte den Effekt der Berichterstattung darüber als „10 Millionen Dollar Wert in Marketing, die wir zu dem Zeitpunkt überhaupt nicht brauchten.“
Sein Geschäftsmodell beschreibt Van Winkle als „Gegenteil von Walmart: hohe Profite und fast kein Volumen.“ Seit etwa 2000 nahm die zum Sazerac-Konzern gehörende Buffalo Trace Distillery in Frankfort, Kentucky die Produktion wieder auf, die den Whiskey im Auftrag Van Winkles produziert.

## Nachfrage
Im Jahr vertreibt Van Winkle etwa 6.000 bis 7.000 Cases, im Vergleich zu etwa 11 Millionen Cases, die Jack Daniel’s im Jahr 2012 verkaufte. Der Whiskey wird zweimal im Jahr ausgeliefert, wobei die Läden, die ihn bekommen, etwa ein halbes Dutzend Flaschen erhalten – diese werden dann meist an Stammkunden verkauft, die sich lange vorher auf eine Warteliste eingetragen haben. Andere Läden veranstalten eine Lotterie, wobei die Washington Post von einem Großhändler aus Missouri berichtet, bei dem sich 1.400 Kunden an der Lotterie beteiligt haben, in der eine niedrige zweistellige Zahl an Flaschen verteilt wurde.
Die Nachfrage übersteigt dabei bei weitem die Mengen an noch vorhandenem Whiskey. Im Erstverkauf kostet 15 Jahre alter Pappy Van Winkle etwa 80 Dollar, der 23-jährige etwa 240 Dollar. Im Wiederverkauf kosten ältere Pappy Van Winkles allerdings oft hohe dreistellige oder vierstellige Summen. In Bars, in denen er gelegentlich erhältlich ist, können einzelne Gläser 60 US-Dollar kosten. Selbst leere Flaschen wurden 2014 auf Ebay für über Hundert Dollar gehandelt, wobei Experten vermuten, dass diese weniger als Andenken gekauft werden, sondern eher um – mit einem anderen Whiskey gefüllt – später als Pappy Van Winkles auf den Markt zu kommen. Mittlerweile sorgt allein das Missverhältnis von Angebot und Nachfrage von Kunden, die etwas ganz Besonderes und Seltenes haben wollen, der Veblen-Effekt setzt ein, bei dem steigende Preise die Nachfrage noch ankurbeln.

## Herstellung und Varianten
Bourbon Whiskey reift deutlich schneller als beispielsweise schottischer Whisky. Die frischen Eichenfässer, in denen er lagert, geben mehr Aroma ab als die gebrauchten beim schottischen Whisky. Zudem sorgen die stärkeren Klimaunterschiede in Kentucky für eine schnellere und intensivere Vermischung des Holzaromas mit dem Whiskey. Bourbon reift deshalb auch kürzer als schottischer Whiskey – im Normalfall zwischen vier Jahren und 12 Jahren für Premiummarken. Bourbon, der länger lagert, schmeckt oft so intensiv nach Holz, dass er kaum mehr trinkbar ist. Van Winkle Family Reserve im Gegensatz reift bis zu 23 Jahren.
Geschmacklich ist der Van Winkle Family Reserve durch den Weizen milder und leichter zugänglich als die meisten anderen Bourbons. Dadurch, dass Van Winkles es schaffen, ihn 20 Jahre zu lagern, ohne dass er untrinkbar wird, hat er dennoch einen intensiven Geschmack. Da die Vorräte am Stitzel-Weller-Whiskey nur begrenzt waren, begannen die Van Winkles alten ausgesuchten Whiskey aus anderen Brennereien und von Buffalo Trace mit dem Stitzel-Weller zu mischen. Spätestens seit 2013 (20 Jahre alter Whiskey) und 2016 (23 Jahre alter Whiskey) kann kein Stitzel-Weller-Whiskey mehr aus den Fässern geholt werden, da Stitzel-Weller die Produktion 1992 einstellte. Allerdings gab das Unternehmen bekannt, bereits vor einigen Jahren den Großteil der Fässer in Stahlcontainer umgefüllt zu haben, in denen der Whiskey nicht mehr weiter reift und noch für diverse Jahre Whiskeyvorräte von Stitzel-Weller im Vorrat zu haben.
Van Winkle Family Reserve wird in folgenden Varianten hergestellt:
- Van Winkle Special Reserve, 12 Jahre gereift, produziert in der Buffalo Trace Distillery
- Pappy Van Winkle’s Family Reserve 15-year-old, 15 Jahre gereift
- Pappy Van Winkle’s Family Reserve 20-year-old, 20 Jahre gereift
- Pappy Van Winkle’s Family Reserve 23-year-old, 23 Jahre gereift
- Van Winkle Family Reserve Rye, ein Rye Whiskey, 13 Jahre gereift

## Ähnliche Whiskeys
Die Produktion und das Rezept von Pappy Van Winkle haben sich in den letzten 100 Jahren kaum verändert. Es gibt deshalb Whiskeys, die geschmacklich sehr ähnlich, aber problemlos auf dem Markt zu finden sind. Die Whiskeys W.L Weller 12 Jahre alt und William LaRue Weller werden nach demselben Verfahren in derselben Brennerei Buffalo Trace hergestellt. Die alten Vorräte aus Stitzel-Weller gingen größtenteils an die Van-Winkle-Familie. Allerdings kauften auch die Blende von Jefferson’s Presidential Select Fässer auf. Die Flaschen, deren Whiskey vor 1992 produziert wurden, enthalten fast ausschließlich Whiskeys von Stitzel-Weller.